# 少林窟道場
少林窟道場（しょうりんくつどうじょう）は、大阪府高槻市古曽部町にある、曹洞宗系の座禅道場。能因法師の旧居跡とされる字「正林庵」の地（現古曽部町三丁目9番地）に開かれ、「正林庵」、「松林庵」と表記する資料もある。

## 歴史
開山の飯田欓隠(いいだとういん)は、文久3年(1863年)、父片野與兵衛の子として誕生, 15歳の時、大阪適塾の塾頭飯田柔平の養子となる。明治18年東京大学医科を卒業するとともに安芸仏通寺の香川寛量和尚のもとで参禅、翌19年に印可を受ける。以後、医師を職としつつ禅僧として活動、昭和6年(1931年)、大阪府三島郡高槻町(当時)古曽部に少林窟道場を開く。しかしほどなく体調不良のため欓文春翁を道場２世とし、各地で開催される参禅会の代講を委ねた。昭和10年(1935年)、2世欓文が死去。開山飯田欓隠も昭和12年(1937年)に逝去。以後道場は親族の片野家 が管理し、参禅会を継続している。

## 境内
- 禅堂[8]
- 衆寮[7]
- 禅堂[7]

## 人物
- 飯田欓隠（開山）(1863-1937)
- 伊牟田欓文（二世）(1885-1935)
  - 現在は常駐の指導者はおらず、開山の孫である片野林太郎が「常務理事」として管理[9]。

## 交通
- JR西日本東海道線高槻駅から徒歩15分。

## 参考資料
1. 少林窟道場公式サイト
2. 飯田欓隠老師遺徳顕彰会入会案内(1),(2)
3. 飯田欓隠老師,只管打坐で真の見性す　40歳の時
4. 『禅 少林窟道場』「山門」（広島県竹原市忠海の翫月山勝運寺(曹洞宗)の境内に設置された同名の禅道場の公式サイト。
5. 天坊幸彦『高槻市制十周年記念出版 郷土高槻叢書第五集 高槻通史』高槻市役所,1953.11
6. 「高槻市大字・小字図」(高槻市史編纂委員会 編集『高槻市史』第2巻,高槻市役所,1973年付図)
7. 入江唯信 『わがふるさと古曽部』 光月山文庫, 1981年。